# Gideon Trotter
Gideon Trotter (ur. 3 marca 1992) – południowoafrykański lekkoatleta specjalizujący się w biegach sprinterskich.
W 2009 bez sukcesów startował w mistrzostwach świata juniorów młodszych – w eliminacjach biegu na 100 metrów został zdyskwalifikowany za falstart, a południowoafrykańska sztafeta szwedzka z Trotterem na pierwszej zmianie zajęła ostatnie miejsce w eliminacjach i nie awansowała do finału. Rok później w Moncton na czempionacie globu juniorów odpadł w półfinałach biegu na 100 metrów oraz w sztafecie 4 × 100 metrów. Złoty medalista mistrzostw Afryki juniorów w biegu na 100 metrów z 2011, podczas tych zawodów wywalczył także brązowy medal w sztafecie 4 × 400 metrów. Stawał na podium juniorskich mistrzostw RPA.
Rekord życiowy: bieg na 100 metrów – 10,23 (11 kwietnia 2014, Pretoria) / 10,22w (31 marca 2012, Germiston).

## Osiągnięcia
| Rok  | Impreza                               | Miejsce          | Konkurencja        | Pozycja    | Wynik   |
| ---- | ------------------------------------- | ---------------- | ------------------ | ---------- | ------- |
| 2009 | Mistrzostwa świata juniorów młodszych | Tyrol Południowy | bieg na 100 m      | eliminacje | DQ      |
| 2009 | Mistrzostwa świata juniorów młodszych | Tyrol Południowy | sztafeta szwedzka  | eliminacje | 2:03,91 |
| 2010 | Mistrzostwa świata juniorów           | Moncton          | bieg na 100 m      | półfinał   | 10,76w  |
| 2010 | Mistrzostwa świata juniorów           | Moncton          | sztafeta 4 × 100 m | półfinał   | 40,32   |
| 2011 | Mistrzostwa Afryki juniorów           | Gaborone         | bieg na 100 m      | 1. miejsce | 10,49   |
| 2011 | Mistrzostwa Afryki juniorów           | Gaborone         | sztafeta 4 × 400 m | 3. miejsce | 3:11,87 |
| 2013 | Uniwersjada                           | Kazań            | bieg na 200 m      | półfinał   | 21,06   |
| 2013 | Uniwersjada                           | Kazań            | sztafeta 4 × 100 m | 7. miejsce | 45,82   |